# خانه محمدباقر نیلفروشان
خانه محمدباقر نیلفروشان مربوط به دوره قاجار است و در اصفهان، محله دردشت واقع شده و این اثر در تاریخ ۲۹ شهریور ۱۳۵۳ با شمارهٔ ثبت ۱۰۰۱ به‌عنوان یکی از آثار ملی ایران به ثبت رسیده‌است.